# Viktor von Hacker
Viktor von Hacker (* 21. Oktober 1852 in Wien; † 20. Mai 1933 in Graz) war ein österreichischer Chirurg.
Hacker studierte Medizin in Wien, wo er 1878 zum Dr. med. promoviert wurde. Später wurde er Assistent von Theodor Billroth (1829–1894).
In Anknüpfung an Billroths Methodik der Magenresektion, schlug von Hacker 1885 auf dem Chirurgenkongress vor, zuerst den Magen zu resezieren und die vor dem Dickdick hochgezogene Leerdarmschlinge in den unteren Teil der Resektionsfläche am Magen einzunähen. Realisiert und weiterentwickelt wurde dies Idee von Anton von Eiselsberg (1888), Rudolf Ulrich Krönlein (1887), César Roux (1893) und Heinrich Braun (1893). Von Hacker selbst führte eine solche Operation dann am 2. Mai 1894 durch. Im Jahr 1886 publizierte er seine Versuche, Magenfisteln anzulegen, bei denen der Musculus rectus abdominis als Sphinkter genutzt wird, und war damit einer der ersten Chirurgen, die einen solchen Sphinktermechanismus einsetzten. Er wurde 1888 habilitiert. Danach war er Leiter der Erzherzögl.-Chirurg. Abtl. des Sophien-Hospitals in Wien und von 1891 bis 1894 Primarius der Allgemeinen Poliklinik. 1894/95 (1894 berufen, 1895 ernannt) folgte er einem Ruf als ordentlicher Professor an die Universität Innsbruck, deren Rektor er im Studienjahr 1899/1900 war. Von 1903 bis 1924 war er Professor in Graz.
1927 wurde Viktor von Hacker Ehrenmitglied der Gesellschaft der Ärzte in Wien.

## Schriften (Auswahl)
- Anleitung zur antiseptischen Wundbehandlung. Wien 1883; 3. Auflage 1890.
- Die Magenoperationen an Professor Billroth’s Klinik 1880 bis März 1885. Toeplitz und Deuticke, Wien 1886.
- Verwendung des M. rectus abdom. zum Verschluß der künstl. Magenfistel. In: Wiener medizinische Wochenschrift. Band 21, 1886, S. 1073 ff.
- Über die nach Verätzungen entstehenden Speiseröhren-Verengerungen. Wien 1889.
- Über Magenoperationen bei Carcinom und bei narbigen Stenosen. Wien 1895.
- Kolostomie mit Sphinkterbildung aus dem linken Musculus rectus abdominis. In: Beiträge zur klinischen Chirurgie. Band 23, 1899, S. 628 ff.
- mit Georg Lotheissen: Angeborene Missbildungen, Verletzungen und Erkrankungen der Speiseröhre. In: Handbuch der praktischen Chirurgie. Band 2. Stuttgart 1905; 5. Auflage 1924.
- mit Georg Lotheissen: Chirurgie der Speiseröhre (= Neue Deutsche Chirurgie. Band 34). Stuttgart 1926.